# Parki narodowe w Finlandii
Parki narodowe w Finlandii – obszary prawnie chronione na terenie Finlandii, wyróżniające się szczególnymi wartościami przyrodniczymi lub pozwalające na zwiększenie społecznej świadomości i zainteresowania przyrodą, o powierzchni nie mniejszej niż 1000 ha. W Finlandii znajduje się 40 parków narodowych o łącznej powierzchni 10 018 km² (stan na 1 stycznia 2018 roku) i wszystkie zarządzane są przez Metsähallitus.

## Historia
Pierwsze parki narodowe w Finlandii zostały założone w 1938 roku w wyniku debaty publicznej trwającej 60 lat. Zarządzanie parkami powierzono wówczas fińskiemu leśnemu instytutowi badawczemu – Metla. Debatę na temat powstania parków zainicjowała propozycja fińskiego geologa i podróżnika Adolfa Erika Nordenskiölda (1832–1901), by ustanawiać obszary ochrony przyrody na terenach własności państwowej.
Po zmianie granic w wyniku II wojny światowej, Finlandia została z dwoma parkami narodowymi – Pallas-Ounastunturi i Pyhätunturi i dwoma ścisłymi rezerwatami przyrody – Malla i Pisavaara.
Pierwsze powojenne parki narodowe ustanowiono na terenach należących do Metsähallitus w 1956 roku – były to: Liesjärvi, Linnansaari, Pyhä-Häkki, Petkeljärvi, Rokua, Oulanka i Lemmenjoki. Wówczas Finlandia nie miała jeszcze prawa regulującego działalność parków narodowych, a same parki pozostawały nieprzystosowane dla turystów.
W latach 70. XX w. podjęto działanie na rzecz rozwinięcia parków narodowych jako celów turystycznych, usprawnienia ich zarządzania i budowy sieci parków. W 1974 roku utworzono narodową komisję ds. parków narodowych, która w 1976 roku wysunęła propozycję utworzenia 42 parków, której skrócona wersja została przyjęta przez rząd i fiński parlament.
W 1982 roku ustanowiono kolejnych 11 parków narodowych, wzorując się na modelu parków narodowych w Stanach Zjednoczonych i łącząc cele ochrony przyrody z celami rozwoju turystyki i rekreacji. Prawo ochrony przyrody z 1996 roku (fiń. Luonnonsuojelulaki) definiuje parki narodowe jako obszary prawnie chronione, wyróżniające się szczególnymi wartościami przyrodniczymi lub pozwalające na zwiększenie społecznej świadomości i zainteresowania przyrodą, o powierzchni nie mniejszej niż 1000 ha, które mogą być tworzone wyłącznie na terenach państwowych.
W latach późniejszych utworzono kolejne parki – obecnie (stan na 1 stycznia 2018 roku) Finlandia ma 40 parków narodowych o łącznej powierzchni 10 018 km² i wszystkie zarządzane są przez Metsähallitus.
W 2017 roku fińskie parki narodowe odnotowały rekordową liczbę odwiedzin – ponad trzy miliony.

## Parki narodowe
Poniższa tabela przedstawia fińskie parki narodowe:
Nazwa parku narodowego – polska nazwa wraz z nazwami w języku fińskim i szwedzkim;
 Rok utworzenia – rok utworzenia parku;
Powierzchnia – powierzchnia parku w km²;
Położenie – region;
Uwagi – informacje na temat statusu rezerwatu biosfery UNESCO, posiadanych certyfikatów, przyznanych nagród i wyróżnień międzynarodowych itp.
| Lp. | Zdjęcie | Nazwa parku narodowego                                                                                            | Rok utworzenia | Powierzchnia (km²) | Położenie                                | Uwagi                                      |
| --- | ------- | --- | -------------- | ------------------ | ---------------------------------------- | ------------------------------------------ |
| 1.  |         | Park Narodowy Botniku Północnego Perämeren kansallispuisto Bottenvikens nationalpark                              | 1991           | 158,85             | Laponia                                  |                                            |
| 2.  |         | Park Narodowy Archipelagu Ekenäs Tammisaaren saariston kansallispuisto Ekenäs skärgårds nationalpark              | 1989           | 52                 | Uusimaa                                  | Europejski Dyplom dla Obszarów Chronionych |
| 3.  |         | Park Narodowy Etelä-Konnevesi Etelä-Konneveden kansallispuisto Södra Konnevesi nationalpark                       | 2014           | 15                 | Finlandia Środkowa Sawonia Północna      |                                            |
| 4.  |         | Park Narodowy Helvetinjärvi Helvetinjärven kansallispuisto Helvetinjärvi nationalpark                             | 1982           | 49,5               | Pirkanmaa                                |                                            |
| 5.  |         | Park Narodowy Hiidenportti Hiidenportin kansallispuisto Hiidenportti nationalpark                                 | 1982           | 45                 | Kainuu                                   |                                            |
| 6.  |         | Park Narodowy Hossa Hossan kansallispuisto Hossa nationalpark                                                     | 2017           | 110                | Ostrobotnia Północna                     |                                            |
| 7.  |         | Park Narodowy Isojärvi Isojärven kansallispuisto Isojärvi nationalpark                                            | 1982           | 22                 | Finlandia Środkowa                       |                                            |
| 8.  |         | Park Narodowy Kauhaneva-Pohjankangas Kauhanevan-Pohjankankaan kansallispuisto Kauhaneva-Pohjankangas nationalpark | 1982           | 62                 | Ostrobotnia Południowa                   |                                            |
| 9.  |         | Park Narodowy Koli Kolin kansallispuisto Koli nationalpark                                                        | 1991           | 30                 | Karelia Północna                         |                                            |
| 10. |         | Park Narodowy Kolovesi Koloveden kansallispuisto Kolovesi nationalpark                                            | 1990           | 47                 | Sawonia Południowa                       |                                            |
| 11. |         | Park Narodowy Kurjenrahka Kurjenrahkan kansallispuisto Kurjenrahka nationalpark                                   | 1998           | 29                 | Finlandia Południowo-Zachodnia           |                                            |
| 12. |         | Park Narodowy Lauhanvuori Lauhanvuoren kansallispuisto Lauhanvuori nationalpark                                   | 1982           | 53                 | Ostrobotnia Południowa                   |                                            |
| 13. |         | Park Narodowy Leivonmäki Leivonmäen kansallispuisto Leivonmäki nationalpark                                       | 2003           | 30                 | Finlandia Środkowa                       |                                            |
| 14. |         | Park Narodowy Lemmenjoki Lemmenjoen kansallispuisto Lemmenjoki nationalpark                                       | 1956           | 2850               | Laponia                                  |                                            |
| 15. |         | Park Narodowy Liesjärvi Liesjärven kansallispuisto Liesjärvi nationalpark                                         | 1956           | 21                 | Kanta-Häme                               |                                            |
| 16. |         | Park Narodowy Linnansaari Linnansaaren kansallispuisto Linnansaari nationalpark                                   | 1956           | 38                 | Sawonia Południowa Sawonia Północna      |                                            |
| 17. |         | Park Narodowy Morza Archipelagowego Saaristomeren kansallispuisto Skärgårdshavets nationalpark                    | 1983           | 500                | Finlandia Południowo-Zachodnia           | Rezerwat biosfery UNESCO                   |
| 18. |         | Park Narodowy Nuuksio Nuuksion kansallispuisto Noux nationalpark                                                  | 1994           | 45                 | Uusimaa                                  |                                            |
| 19. |         | Park Narodowy Oulanka Oulangan kansallispuisto Oulanka nationalpark                                               | 1956           | 290                | Laponia Ostrobotnia Północna             |                                            |
| 20. |         | Park Narodowy Päijänne Päijänteen kansallispuisto Päijänne nationalpark                                           | 1993           | 14                 | Päijät-Häme                              |                                            |
| 21. |         | Park Narodowy Pallas-Yllästunturi Pallas-Yllästunturin kansallispuisto Pallas-Yllästunturi nationalpark           | 2005           | 1020               | Laponia                                  |                                            |
| 22. |         | Park Narodowy Patvinsuo Patvinsuon kansallispuisto Patvinsuo nationalpark                                         | 1982           | 105                | Karelia Północna                         | Część rezerwatu biosfery UNESCO            |
| 23. |         | Park Narodowy Petkeljärvi Petkeljärven kansallispuisto Petkeljärvi nationalpark                                   | 1956           | 6                  | Karelia Północna                         | Część rezerwatu biosfery UNESCO            |
| 24. |         | Park Narodowy Puurijärvi-Isosuo Puurijärven ja Isosuon kansallispuisto Puurijärvi-Isosuo nationalpark             | 1993           | 27                 | Pirkanmaa                                |                                            |
| 25. |         | Park Narodowy Pyhä-Häkki Pyhä-Häkin kansallispuisto Pyhä-Häkki nationalpark                                       | 1956           | 13                 | Finlandia Środkowa                       |                                            |
| 26. |         | Park Narodowy Pyhä-Luosto Pyhä-Luoston kansallispuisto Pyhä-Luosto nationalpark                                   | 2005           | 142                | Laponia                                  |                                            |
| 27. |         | Park Narodowy Repovesi Repoveden kansallispuisto Repovesi nationalpark                                            | 2003           | 15                 | Sawonia Południowa                       |                                            |
| 28. |         | Park Narodowy Riisitunturi Riisitunturin kansallispuisto Riisitunturi nationalpark                                | 1982           | 77                 | Laponia                                  |                                            |
| 29. |         | Park Narodowy Rokua Rokuan kansallispuisto Rokua nationalpark                                                     | 1956           | 8,8                | Ostrobotnia Północna                     |                                            |
| 30. |         | Park Narodowy Salamajärvi Salamajärvi nationalpark Salamajärven kansallispuisto                                   | 1982           | 62                 | Finlandia Środkowa                       |                                            |
| 31. |         | Park Narodowy Seitseminen Seitsemisen kansallispuisto Seitseminens nationalpark                                   | 1982           | 45,5               | Pirkanmaa                                | Europejski Dyplom dla Obszarów Chronionych |
| 32. |         | Park Narodowy Botniku Południowego Selkämeren kansallispuisto Bottenhavets nationalpark                           | 2011           | 913                | Finlandia Południowo-Zachodnia Satakunta |                                            |
| 33. |         | Park Narodowy Sipoonkorpi Sipoonkorven kansallispuisto Sibbo storskogs nationalpark                               | 2011           | 19                 | Uusimaa                                  |                                            |
| 34. |         | Park Narodowy Syöte Syötteen kansallispuisto Syöte nationalpark                                                   | 2000           | 299                | Laponia Ostrobotnia Północna             |                                            |
| 35. |         | Park Narodowy Teijo Teijon kansallispuisto Tykö nationalpark                                                      | 2015           | 34                 | Finlandia Południowo-Zachodnia           |                                            |
| 36. |         | Park Narodowy Tiilikkajärvi Tiilikkajärven kansallispuisto Tiilikkajärvi nationalpark                             | 1982           | 34                 | Sawonia Północna Kainuu                  |                                            |
| 37. |         | Park Narodowy Torronsuo Torronsuon kansallispuisto Torronsuo nationalpark                                         | 1990           | 25,5               | Kanta-Häme                               |                                            |
| 38. |         | Park Narodowy Urho Kekkonena Urho Kekkosen kansallispuisto Urho Kekkonens nationalpark                            | 1983           | 2550               | Laponia                                  |                                            |
| 39. |         | Park Narodowy Valkmusa Valkmusan kansallispuisto Valkmusa nationalpark                                            | 1996           | 19,5               | Kymenlaakso                              |                                            |
| 40. |         | Park Narodowy Wschodniej Zatoki Fińskiej Itäisen Suomenlahden kansallispuisto Östra Finska vikens nationalpark    | 1982           | 6,7                | Kymenlaakso                              |                                            |